# IsatPhone
IsatPhone（アイサットフォン）とは、イギリスのインマルサット社が提供している、衛星携帯電話サービスの一つである。

インマルサットGSPS型とも呼ばれる。

## カバーエリア
全世界(北極・南極周辺を除く)
ただし、他の衛星通信サービスでも同様であるが、衛星電話を使用することの一部又は全部が禁止や許可制であるなど自由な利用ができない国や地域もあるので留意が必要である。

## 対応サービス
- 音声通信
  - 本機はナンバーディスプレイ（番号通知）に対応しているので、着信時には国番号を含めた電話番号が表示され、発信時にも相手へ番号通知が可能である。
  - 日本国内で使用する場合も、全て国際電話扱いとなるので国番号（日本は+81）からのダイヤルが必要である。
  - 3桁特番（110,119等）には国番号を付加しても接続できないので、事前に最寄りの緊急機関の一般回線電話番号を連絡先等に登録しておくことが望ましい。
  - フリーダイヤルやナビダイヤル等への着信は着信側で制限されていることが多いので、本機を利用する連絡先はなるべく一般回線の電話番号を用意しておくことが望ましい。
- ショートメール(SMS)
- 電子メール(E-Mail)
  - IsatPhone側での電子メールの受信は無料、送信は有料である。日本語でのメールも問題なく送受信可能である。
  - 電子メールアドレスは、電話番号@message.inmarsat.com（例：87077xxxxxxx@message.inmarsat.com)となる。
  - 文字数制限があり、半角英数の場合160文字、その他言語134文字以内となる。
  - IsatPhoneへ送信する場合、通常のインターネットメールと同様に送信すれば良く、特別な料金の発生はない。通常のインターネットサイト利用時と同様、各通信会社の通常のパケット通信内の扱いとなる。
  - インマルサットにより提供されている専用の送信サイトがある。こちらも料金は無料である。前述のとおり、通常のインターネットメールと同様に送信すれば送信は可能なので、利用が必須ではない。http://connect.inmarsat.com/Services/Land/IsatPhone/SMS/sms.html
- データ通信(最大20kbps)
  - 本体にデータモデム機能が内蔵されており、パソコンとUSBにて接続することにより使用可能であるが、現代においては実用性に乏しい速度であるため、データ通信は別のサービスを利用することが望ましい。
- GPS
  - 衛星から端末へ送信されるスポットビーム位置を確定させるために、端末から衛星にGPS位置情報（GPS-Fix)を送信する必要があることから、GPSが取得できない場所ではリンクを確立できず通信することができないことから、GPSの使用は必須である。

## GPS Fix
本機で通信を行うには、InmarsatI-4衛星との通信が可能であると当時に、GPS衛星による測位情報が必要である。
これは、I-4衛星のビームは各基ごとにエリア内を228か所に細分化しており、当該端末の最寄りのナロービームの位置を衛星が判断するために、GPSの測位情報が必要となる。
通信の手順としてはグローバルビームを補足しGPS測位情報を送信、GPS測位情報に基づき最寄りのナロービームから電波を発射という仕組みになるので、電源投入時と物理的位置が変わる（現在のナロービーム電波の品質が悪化したとき）と、再度GPSFixによるGPS位置情報送信が必要となる。

## 端末

### IsatPhone/R190　（2008年）
- 初代のIsatPhone。元々はR190としてACeSが同社のブランドとして販売していたが、ACeSをインマルサットが吸収し、インマルサットブランドに改め、インマルサットが初めて発売した携帯型の衛星電話端末。
- GSM(900MHz)と、Inmarsat-4衛星のデュアル機である。
- 純正のACes/R190のままではインマルサットのI-4衛星には使用できず、アンテナ部の交換を行うことにより、I-4衛星に対応することができる。別途、IsatPhone用のSIMに交換する必要がある。
- 日本の技術基準適合証明を通過していないため、日本国内では使用できない。

### IsatPhone Pro (2015年12月で販売終了）
- 特徴としては、音声通話、SMS、電子メールなど基本サービスに全て対応、MicroUSBによる充電も可能であるため、一般的なスマートフォン用のモバイルバッテリーでの充電が可能であり、非常時の電源の確保が容易である。
- 基本的に空の開けた屋外であれば本体のみで安定した通信を行うことが可能、外付けの設備（展開型アンテナ等）は、必須ではない。オプションとして外付けアンテナとホルダーがセットになっているIsatDockを利用することにより、屋内や自動車内、船室内など衛星通信が不安定となる場所からでも良好な通信が可能となる。
- 対応サービスに記載のサービスに全て対応
- 防水・防塵性能IP54 / カラー液晶(日本語表示切替可能) / Micro USBによるデータ通信及び充電 / オーディオ端子 / オプションアンテナポート / ハンズフリー対応（Bluetooth 2.0）
- 空中線（アンテナ）送信出力:2.2W
- 日本の技術基準適合証明を通過しており、証明シールが貼り付けされている本体は、日本国内での使用が可能である。

### IsatPhone Pro2
- 2016年4月現在、日本の技術適合基準証明を通過していないため、日本国内では使用できない。

## 衛星
インマルサットが運用している、Inmarsat-4(I-4)衛星を介して通信サービスを行っている。

### Inmarsat-4衛星（2020年運用終了予定）
- 衛星の種類
  - E-4衛星は、上空36,000kmに配置されている静止衛星となっている。現在3基で地球を3エリアに分割してカバーすることにより、全世界をカバーしている。
    - F1衛星（太平洋衛星）2005年11月打ち上げ　LAT:2.01 / LNG:143.56　（パプアニューギニア付近）
    - F2衛星（インド洋衛星）　2005年8月打ち上げ　LAN:2.05 / LNG:63.87　（ソマリアの東側介海上付近）
    - F3衛星（大西洋衛星）2008年8月打ち上げ　LAT:-2.99 / LNG:-98.02　（エクアドルの西側海上付近）

  - 衛星の仕様
    - ビーム　／　グローバルビーム×1、ワイドスポット×19、ナロースポット×228
    - 周波数帯　／　アップリンク（端末→衛星）1.6GHz帯1625.5MHz〜1660.5MHz、ダウンリンク（衛星→端末）1.5GHz帯1525MHz〜1559MHz
    - チャンネル数　／　18,000(音声換算)
    - EIRP　／　67 dBW
    - 重量　／　3,000kg
    - 耐用年数　／　10年
- 日本からのF1衛星へのアクセス方法
  - 日本エリアをカバーするI-4F1（太平洋衛星）は赤道上のパプアニューギニア付近に配置されているため、日本からは西日本ではやや東寄りの南、東日本や北海道では真南方角に衛星が存在する。よって、この方角の空が開けていないと通信不能となる。
  - 日本国内は仰角30度以内のエリアとなるため、地表に対してアンテナを垂直に立てると良好に通信が可能である。ハンズフリー等により本体を横方向に寝かせて通信する場合、アンテナが水平にならないように留意する。
  - 衛星へのアクセス状況は、ディスプレイに表示されるアンテナピクト（5本表示）で確認が可能である。良好な通信を行うためには、アンテナピクト3本以上必要。アンテナピクト2本以下で通話品質アラームが鳴動する。
  - 実際の通話は、テストコール　+870-776-999-999　（IsatPhoneからの通話料は無料）へ発信し、自動音声メッセージが聴こえれば通信可能である。
- 国外から衛星へのアクセス方法
  - 衛星へのアクセス状況は、ディスプレイに表示されるアンテナピクト（5本表示）で確認が可能で、概ね90°ずつ回転しながらアンテナピクトを確認すればおおよその衛星の位置は特定可能であるが、予め運用を予定している国または地域から見た最寄りの衛星の方角を把握しておくと、円滑な通信が可能となる。
  - 仰角30度以上（各衛星エリアの末端付近）では、アンテナの角度の微調整が必要となったり、地表から衛星の角度が低くなり水平線に近くなることから高度の高い山やがけ、建造物等による影響を受けやすくなり、場合によっては通信が行えないことがある。
- 衛星電話間の通信
  - I-4衛星では、衛星電話間（同じIsatPhoneであっても）の通信も含めて全ての通信は、一旦インマルサットの地上設備を経由するため、地上局が被災していると通信できない。
- 2基体制（2008年以前）
  - 2008年以前は、2基運用であったため、現在とは違う位置に衛星が配置されており、日本はエリア末端で西日本のみエリア内という状況であったが、F3衛星打ち上げ後に衛星の配置を変更し、極点付近を除く全世界がカバーエリアとなった。
- 2020年以降の後継の衛星については発表されておらず、不詳である。

## 地上局
地上局はインマルサット直轄の設備を利用している。
- ハワイ(アメリカ)
- ブルム(オランダ)
- フチーノ(イタリア)
- スービック（フィリピン）

## 国番号
+870

## 日本での事業展開
日本デジコムやNTTドコモ・JSAT MOBILE Communications・KDDIでサービスの申込みができる。